# Russell Henshaw
Russell Henshaw (* 7. Juni 1990 in Campbelltown, New South Wales) ist ein australischer Freestyle-Skier. Er startet in den Freestyledisziplinen.

## Werdegang
Henshaw debütierte im Freestyle-Skiing-Weltcup im Januar 2006 in Les Contamines und belegte dabei den siebten Platz auf der Halfpipe. Seit der Saison 2008/09 nimmt er an Wettbewerben der AFP World Tour teil. Dabei holte er im August 2008 bei den New Zealand Freeski Open in Wanaka seinen ersten Sieg. Ebenfalls in der Saison gewann er im Big Air beim Jon Olsson Invitational in Åre und belegte beim Sweet Rumble in Trysil den zweiten Platz. In der Saison 2009/10 siegte er im Big Air beim London Freeze,  beim Barcelona Big Air und beim Frostgun Invitational in Val Thorens. Den zweiten Rang belegte er im Slopestyle bei den Austrian Freeski Open in Kaprun und beim Jon Olsson Invitational in Åre. Die Saison beendete er auf den zweiten Platz in der AFP Big Air Wertung. Zu Beginn der Saison 2010/11 siegte er bei den New Zealand Freeski Open in Cardrona. Es folgte in der Saison ein weiterer Sieg beim Frostgun Invitational in Val Thorens. Im Januar 2011 holte er bei den Winter-X-Games in Aspen die Silbermedaille im Slopestyle. Bei den folgenden Freestyle-Skiing-Weltmeisterschaften 2011 in Park City gewann er Bronze im Slopestyle. Zum Saisonende erreichte er den zweiten Platz in der AFP Slopestylewertung. Zu Beginn der Saison 2012/13 siegte er im Slopestyle bei den New Zealand Freeski Open in Cardrona und im Big Air beim One Hit Wonder Down Under in Thredbo. Im weiteren Saisonverlauf folgte ein weiterer Sieg im Slopestyle bei der Winter Dew Tour in Breckenridge und ein zweiter Platz beim Weltcup und US Grand Pix in Copper Mountain. Bei den Freestyle-Skiing-Weltmeisterschaften 2013 in Voss kam er im Slopestyle auf den 15. Platz. Die Saison beendete er auf den sechsten Rang in der AFP Gesamtwertung und den zweiten Platz in der AFP Slopestylewertung. In der Saison 2013/14 belegte er beim Weltcup in Cardrona und in Copper Mountain den dritten Platz und erreichte damit den fünften Rang im Slopestyle-Weltcup. Bei seiner ersten Olympiateilnahme 2014 in Sotschi wurde er Achter im erstmals ausgetragenen Slopestyle-Wettbewerb. Im Januar 2015 gewann er bei den Freestyle-Skiing-Weltmeisterschaften am Kreischberg die Silbermedaille im Slopestyle. Im Januar 2017 wurde er Dritter beim Weltcup auf der Seiser Alm. Bei den Freestyle-Skiing-Weltmeisterschaften 2017 in Sierra Nevada belegte er den achten Platz im Slopestyle.